# Fizikalizmus
A fizikalizmus az a filozófiai álláspont, amely szerint a világon létező összes tárgy, esemény és tulajdonság fizikai jellegű, vagy valamilyen fizikai tulajdonságra épül rá (filozófiai terminussal: szuperveniál). A fizikalizmus nem tagadja, hogy vannak olyan létezők, amelyek első pillantásra nem tűnnek fizikainak – például a pszichológia, morál vagy vallás körébe tartozó jelenségek – de úgy tartja, hogy valójában ezek is mind valamilyen fizikai tulajdonsággal azonosak, vagy arra épülnek rá. A fizikalizmus tehát egy ontológiailag monista elmélet: minden létezőt egyetlen végső alapra (szubsztanciára) vezet vissza.
A fizikalizmus manapság az elmefilozófia területén, a test-lélek témakörében leginkább népszerű és vitatott téma, mivel itt találjuk a fizikalizmus tézisének legszemléletesebb cáfolatait. Ezek az érvek azt kísérlik meg bebizonyítani, hogy a mentális tartalmak (hitek, vágyak, érzelmek) nem vezethetőek vissza a puszta fizikai folyamatokra. A fizikalizmus szerint azonban ezek is valamilyen agyi-idegrendszeri állapotnak feleltethetőek meg, tehát fizikai létezők.

## Fizikalizmus és materializmus
A fizikalizmust sokszor a materializmus szinonimájaként használják, és ez bizonyos kontextusban helyes is. Azonban fontos tudnunk, hogy a két fogalomnak eltérő története van. A materializmus régi filozófiai fogalom, annak a metafizikai tézisnek a kifejezése, hogy a világban egyetlen létező van, az anyag, (matéria) és minden dolog anyagból áll össze, minden jelenség anyagok közötti kölcsönhatás eredménye. A fizikalizmus kifejezést azonban a Bécsi Kör nevű filozófiai csoport tagjai, Otto Neurath és Rudolf Carnap vezették be az 1930-as években. Az ő meghatározásuk nem metafizikai, hanem lingvisztikai: e szerint minden, az aktuális világról szóló kijelentés szinonim, azaz jelentésében egyenértékű valamely fizikai kijelentéssel. Számukra azért is volt fontos a materializmus illetve a fizikalizmus fogalmának megkülönböztetése, mert előbbinek metafizikai konnotációja van, és a Bécsi Kör teljes mértékben elhatárolódott a metafizikától, amely szerintük értelmetlen, inadekvát filozófiai locsogás.
Mára azonban a Bécsi Kör pozitivista doktrínája érvényét vesztette, így kortárs filozófiai diskurzusban a materializmus és a fizikalizmus sokszor szinonim fogalmakként használatosak.
Van egy másik, az imént felvázolttól teljesen független ok a materializmus-fizikalizmus különbségtételre, amely azonban ma is releváns. A materializmus szerint minden létező anyagból áll, illetve anyagi kölcsönhatások eredménye. A fizika azonban megmutatta, hogy ez a tétel nem érvényes: a gravitációs erő például alapvető eleme a fizikai elméletnek, mégsem mondhatjuk róla, hogy hagyományos értelemben véve anyag. Ezen kívül a "fizikalizmus" szó kifejezi az elmélet elkötelezettségét a természettudományok, és azon belül is a fizika iránt.
A fentiekből kifolyólag ebben a szócikkben kizárólag a fizikalizmus kifejezést fogjuk használni.

## Mit jelent az, hogy valami fizikai?
A fizikalizmus témakörében a legtöbbet vitatott kérdés, hogy maga az elmélet valóban igaz-e, azaz hogy minden jelenség fizikai. Azzal a még alapvetőbb kérdéssel azonban kevesen foglalkoznak, hogy mit jelent egyáltalán, hogy egy tulajdonság fizikai. Pedig ez nem kevésbé fontos: ha nem interpretáljuk megfelelően a „fizikai” terminust, az egész vita megalapozatlan lehet, a résztvevők elbeszélnek egymás mellett.
Alapvetően kétféle elmélet van „forgalomban” e téren. Az első a fizikai elméletre támaszkodik a meghatározásban, a második a fizikai tárgyra.
Elmélet-alapú meghatározás: egy tulajdonság akkor fizikai, ha benne foglaltatik a világ fizikai leírásában, vagy egy ilyen tulajdonságra metafizikailag ráépül.
Ha például a fizikai elmélet arról beszél, hogy egy kockának tömege van, akkor a tömeg egy fizikai tulajdonság. Hasonlóképp, ha egy fizikai leírás a kőnek levés tulajdonságáról beszél, vagy a kő metafizikailag ráépül valamilyen fizikai tulajdonságra, amely a fizikai elméletben szerepel, akkor a kőnek levés egy fizikai tulajdonság. Az elmélet bővebb kifejtését lásd: Smart, Lewis, Braddon-Mitchell és Jackson, illetve Chalmers.
Tárgy-alapú meghatározás: egy tulajdonság akkor fizikai, ha beletartozik a paradigmatikus fizikai tárgyak (és azok alkotórészeinek) intrinzikus természetének teljes leírásába, vagy egy ilyen tulajdonságra metafizikailag ráépül.
E meghatározás fényében, ha a kövek, fák és égitestek paradigmatikus (mintaszerű), fizikai tárgyak, akkor a kőnek/fának/égitestnek levés egy fizikai tulajdonság. És ha a kiterjedéssel való rendelkezés beletartozik az ilyen tárgyak természetének fizikai leírásába, akkor a kiterjedés egy fizikai tulajdonság. (Bővebben például: Jackson)
Mindkét meghatározást lehet azzal a váddal illetni, hogy körkörösen érvelnek: a „fizikai” terminus meghatározásában a fizikai kifejezést használják, tehát inadekvát módon, saját magával akarnak megmagyarázni egy fogalmat.
Egy lehetséges válasz erre a kritikára, hogy a körkörösség csak akkor probléma, ha elvárjuk, hogy ezek a meghatározások a „fizikai” fogalmának egy reduktív analízisét nyújtsák. Ez azonban nem magától értetődő. Lewis is amellett érvel, hogy számos olyan fogalmat használunk, amelyet nem tudunk analizálni.

## A szupervencia fogalma
A szupervencia a filozófia több területén használatos fogalom, amely a fizikalizmus meghatározásában Davidson óta kulcsszerepet szerepet tölt be. Szuperveniálni azt jelenti, hogy a létezők egy magasabb rétege a létezők egy alapvető rétegére épül rá olyan módon, hogy ha az alapvetőbb rétegben változás következik be, akkor az a magasabb rétegre is hatással van; illetve nem képzelhető el változás a magasabb rétegben a nélkül, hogy ne lett volna változás az alapvető rétegben. A fizikalizmus szerint ez az alapvető réteg a fizikai létezők rétege, és minden más –a mentális, biológiai, társadalmi tulajdonságok- erre épülnek rá, ettől függenek. Jól szemlélteti a szupervenciát a következő tétel:
Ha két lehetséges világ minden fizikai tulajdonságai megegyeznek, akkor a két lehetséges világ minden más tulajdonságai (pszichológiai, biológiai stb.) is meg kell hogy egyezzenek.
Ennek mintájára a következő definícióját adhatjuk a szupervencia-fizikalizmusnak:
A fizikalizmus akkor igaz egy V lehetséges világban, ha bármely lehetséges világ, amely V lehetséges világ fizikai hasonmása, minden más tulajdonságában is V lehetséges világ hasonmása.
A szupervencia-fizikalizmus nem-reduktív elmélet: reális létezést tulajdonít a fizikaitól eltérő létezőknek (pl.mentális tulajdonságok), de úgy tartja, hogy azok szükségszerűen ráépülnek a fizikai létezők szintjére.

## Azonosságelméletek
Mint fentebb már említettük, a test-lélek problémakörében a fizikalista álláspont azt jelenti, hogy mentális állapotaink (hiteink, vágyaink, fájdalmaink stb.) valójában különböző agyállapotoknak feleltethetőek meg. Fontos megjegyezni, hogy az azonosságelmélet nem tagadja a mentális állapotok létét, csupán neurofiziológiai állapotokkal azonosítja azokat. Van azonban olyan álláspont is, amely teljes egészében tagadja, hogy a mentális állapotok reális létezők lennének: ez az eliminativizmus. Az azonosságelméletnek két típusa van.
Példányazonosság-elmélet: minden egyes mentális állapot példány egy meghatározott neurofiziológiai állapot példánnyal azonos. Például a jelenlegi, partikuláris fejfájásom azonos valamely partikuláris agyállapotommal.
Formalizálva:
Minden az aktuálisan létező, partikuláris X-re (tárgyra, eseményre vagy folyamatra) igaz, hogy van olyan partikuláris, fizikai Y létező, hogy X=Y.
Az elmélet kifejtését lásd például: Fodor, Papineau.
Típusazonosság-elmélet: az azonosságelmélet kiterjesztése, erősebb verziója. Minden tulajdonság azonos valamely fizikai tulajdonsággal. Mentális esemény típusok (pl. a fájdalom minden faj minden egyedében, bármely időpontban) azonosak valamely fizikai esemény típussal (pl. a C-rostok tüzelésével az agyban, minden faj minden egyedénél, bármely időpontban).
Formalizálva:
Minden aktuálisan instanciált F mentális tulajdonságra igaz, hogy van olyan G fizikai tulajdonság, hogy F=G.
Ezt az elméletet képviseli például Feigl és Armstrong.

## Redukcionista és nem-redukcionista fizikalizmus
A hagyományos fizikalista álláspont redukcionista: e szerint minden mentális, biológiai, társadalmi stb. partikuláré visszavezethető, redukálható valamilyen fizikai partikuláréra.
A redukcionizmus fogalma a tudományfilozófiából származik. Azt az aszimmetrikus viszonyt fejezi ki, amikor az egyik elmélet magyarázható a másik segítségével, de ez fordítva nem így van. Vegyük például azt a kémiai példát, hogy a hidrogén vegyértéke egy, az oxigéné kettő. Ezért amikor a vizet elemeire bontjuk, kétszer annyi hidrogén atomot kapunk, mint oxigént. Ezt magyarázhatjuk a vegyérték fogalmával: a vegyérték határozza meg, hogy egy adott kémiai elem milyen más elemekkel vagy azok csoportjával alkothat kötést. De magyarázhatjuk fizikailag is: megvizsgálhatjuk a szóban forgó elemek elektronhéj-szerkezetét és a köztük fellépő erőket, stb. Arról van tehát szó, hogy a kémiai magyarázat visszavezethető, redukálható a fizikaira. És minden más magyarázat is: a redukcionista fizikalizmus azt állítja, hogy minden tudomány lefordítható a fizika tudományának nyelvére, a nem fizikainak tűnő jelenségek is valójában fizikaiak.
Az előző részben tárgyalt típusazonosság-elmélet egy redukcionista elmélet, hiszen a mentális tulajdonságokat fizikaiakkal azonosítja.
A legtöbben nem akarják elfogadni a redukcionista fizikalizmus kellemetlen, kontraintuitív következményeit, és ezért népszerűbb a fizikalizmus nem-redukcionista változata. Ezen álláspont szerint, bár a nem-fizikai tulajdonságokat a fizikaiak határozzák meg, előbbiek mégsem redukálhatóak utóbbiakra, hanem reális létezők, amelyek a fizikaiakon szuperveniálnak. A fizikai tények kitüntetett szerepe nem abban áll, hogy a nem-fizikai létezők redukálhatóak fizikaiakra, hanem hogy előbbiek nem lehetnek függetlenek az utóbbiaktól. Két teljesen azonos fizikai állapotban lévő egyén azonos mentális, stb. állapotban is kell hogy legyen. Fordítva azonban ez nem igaz. Ha két ember azonos mentális állapotban van, lehet elérés a fizikai állapotuk között: ugyanazt a nem-fizikai állapotot többféle fizikai állapot is megvalósíthatja. A nem-redukcionista álláspont a példányazonosság-elmélettel egyeztethető össze, hiszen az nem azonosítja a mentális állapotot fizikaiakkal, hanem reális létezőkének tekinti őket.

## Érvek a fizikalizmus mellett
A kortárs analitikus filozófiában fizikalista álláspont talán a legnépszerűbb. Jelentős kisebbségben vannak azok, akik valamiféle antifizikalista álláspontot képviselnek. (ezen kevesek egyike David Chalmers). Talán ezért is van, hogy viszonylag kevés olyan írás van, amely a fizikalizmus melletti explicit érveket hangoztat, nem pedig valamely dualista érvet próbálja megcáfolni. Mindazonáltal van két fő gondolatmenet, amely a fizikalista elméletet hivatott igazolni..

### Oksági zártság elve
A fizikai világ oksági zártságának elve három premisszával operál:
i, a fizika oksági zártsága: a világon minden jelenségnek, amelynek oka van, fizikai oka van.
ii, a mentális események fizikai eseményeket okoznak: az a szándékom, hogy felemeljem a karomat, azt az eseményt fogja okozni, hogy a karom felemelkedik.
iii, kizárási elv (lásd Kim, Yablo):
Ha e esemény e* esemény oka, akkor nincs olyan e# esemény, hogy e# nem épül rá e-re, és e# okozza e*-t.
Az érv lényege, hogy ha a második premissza igaz, akkor a viselkedésünknek fizikai okai vannak, és ha a mentális események is okoznak viselkedésbeli változásokat, akkor azok a fizikai eseményekre kell hogy ráépüljenek. Vagyis a fizikalizmus igaz.
Egy lehetséges válasz az érvre, ha elutasítjuk a második premisszát és azt mondjuk, a mentális események – bár fizikai események okozzák őket- ők maguk nem okoznak fizikai eseményeket. Így el tudjuk kerülni, hogy a mentális eseményt nem létezőnek kelljen tekintenünk. Ez az epifenomenalizmus álláspontja.
Egy másik, hasonlóan radikális válasz, amely Russelltől származik, ha tagadjuk magát az oksági zártság elvét és azt mondjuk, hogy az okság fogalma nem fog szerepet játszani a világ végleges fizikai leírásában.

### Metodológiai naturalizmus
Ez az érv a természettudományoknak az utóbbi évtizedekben elért látványos sikereiből kölcsönzi meggyőző erejét.
Az első premissza azt mondja ki, hogy amikor metafizikai állításokat teszünk, racionálisnak tűnik a természettudományos módszereket követni. Hiszen - ahogy Quine és sokan mások érvelnek - a természettudományok látványosan gyors fejlődése miatt minden okunk megvan annak feltételezésére, hogy a természettudomány a világ létezőinek egyetlen és igaz leírása. A második premissza szerint ha a természettudományos módszereket követjük, a fizikához jutunk el, mint a világ metafizikai leírásához. Hiszen a tudomány jelenlegi állása szerint a fizika az az elmélet, amelyre a legtöbb egyéb tudományág visszavezethető.
A konklúzió tehát az, hogy a legracionálisabb, amit tehetünk, a fizika követése.

## Érvek a fizikalizmus ellen

### Kválé
A fizikalista elmélet számára a legnagyobb kihívást egyértelműen az elmefilozófiában megjelent, un. kváléval kapcsolatos írások jelentik. A kválé a tapasztalat szubjektív karaktere: a kválé a piros pirossága, amit egy paradicsom látásakor, vagy a fájdalom fájdalmassága, amit fogfúráskor érzünk. A kváléval kapcsolatos antifizikalista érvek leghíresebbje a Jackson által felvetett un. tudásérv.
A gondolatkísérlet szerint Mary egy 23. századi szupertudós, akinek szakterülete az emberi látás. Az ezzel kapcsolatos összes fizikai és fiziológiai tényt ismeri: a fény fizikáját, a szem optikáját, és ennek megfelelően pontosan tudja, hogy például egy adott szín érzékelésekor milyen agyi-idegrendszeri folyamatok zajlanak le bennünk . Mary azonban egy fekete-fehér szobába van bezárva, nincs színes tévéje, és tegyük fel hogy még tükre sem. Azaz ő maga soha nem látott még színt életében. Tegyük fel, hogy hősnőnk aztán valamilyen módon kiszabadul a szoba rabságából, és életében először megpillant egy piros paradicsomot. Intuitíve jogosnak tűnik azt mondani, hogy ekkor valami újat tapasztal meg. Ez azonban megcáfolja azt, hogy a monokróm börtönben a látással kapcsolatos minden lehetséges fizikai tényt ismert. Tehát mégis csak volt valami, ami a fizikai elméletből kimaradt. A fizikalizmus hamis. Az érvnek tengernyi kommentárirodalma született, érvek –és még több ellenérv.
Az ellenérvek közül az egyik legjelentősebb (amelynek egy változatát későbbi pálfordulása után maga Jackson is elfogadta) az ún. képességhipotézis (Nemirow, Lewis ) amely szerint a kiszabadulásakor Mary nem új propozicionális, tárgyi tudásra tett szert, hanem csupán képességek halmazára: megtanulta felidézni, felismerni, és elképzeli a piros színt. De ez nem zárja ki azt, hogy előzetesen az összes, látással kapcsolatos fizikai tény birtokában volt.
Egy másik népszerű cáfolat a tudásérv ellen az új ismeret/régi tény elmélet, amely szerint Mary a piros szín észlelésekor egy már ismert tényt ismer meg, csak új módon, más köntösben reprezentálva, ezért van az a félrevezető intuíciónk, hogy valami újat tanul (az elméletnek számos változata van, ld. többek között Horgan, Lycan, Tye)
Conee az ismertségi általi tudás hipotézisét javasolja, amely szerint nem csak propozicionális és gyakorlati tudás van, létezik egy harmadik féle mód is, amikor a tárgyat a lehető legközvetlenebb módon ismerjük meg. Marynek a piros szín első látásakor ebben van része – tehát szó sincs arról, hogy valamilyen tárgyi tudásra tenne szert, amely a fizikai elméletből kimaradt.

### Hempel dilemmája
Carl Hempel fogalmazta meg azt a problémát, amely a fizikai tárgyak definícióját érinti. (lásd Hempel, illetve Crane és Mellor ) Mint korábban már említettük, a fizikai tárgyak alatt nem egyszerűen azokat értjük, aminek tömege és kiterjedése van. Hiszen a fizikában alapvető tényező a mágneses erő vagy a gravitáció is (hogy a kvantumfizikai fogalmakról már ne is beszéljünk), amelyek ugyebár nem hagyományos értelemben vett, materiális létezők. Ezt a problémát kikerülendő, amikor a fizikalista fizikai tárgyakról beszél, akkor a fizikai elméletben szereplő fogalmakra gondol. Hempel azonban rámutat, hogy valójában így sem tudjuk, mire referálunk. Ha fizikai tárgyak alatt a jelenlegi fizikai elméletben szereplő tárgyakat értjük, akkor nagy valószínűséggel téves lesz az elméletünk – hiszen ki merné állítani, hogy a fizika jelenlegi állapotában teljes, befejezett? Ha viszont fizikai tárgyakat úgy definiáljuk mint egy ideális, jövőbeli fizika elemeit, akkor elméletünk semmitmondó lesz – hiszen lehetséges, hogy abban a fizikában majd mentális létezők vagy asztráltestek is szerepet játszanak majd.
Többen úgy reagálnak a Hempel által felvetett problémára, hogy amellett érvelnek, igenis van racionális okunk hinni a kortárs fizika teljességében, legalábbis néhány területen biztos (Smart, Lewis ).
Egy másik válasz, hogy azt mondjuk, elhibázott az a kísérlet, amely a fizikai tárgyakat a jelenlegi fizika segítségével akarja definiálni. Hiszen számos olyan fogalommal rendelkezünk, amelyeknek jelentését nem tudjuk kielégítően analizálni, de ez korántsem jelenti azt, hogy ezeket a fogalmakat nem tudjuk használni.

## Külső hivatkozások
- http://plato.stanford.edu/entries/physicalism/#12
- http://plato.stanford.edu/entries/qualia/
- http://www.tankonyvtar.hu/hu/tartalom/tkt/modern-metafizika/ch08s05.html
- http://www.mentofaktura.hu/tozser2.pdf%5B%5D
- Videóinterjú E. Frenkel matematikaprofesszorral